# Linkin Park
Linkin Park là một ban nhạc rock người Mỹ được thành lập tại Agoura Hills, California vào năm 1996. Đội hình hiện tại của ban nhạc bao gồm Mike Shinoda (giọng ca chính/guitar đệm/keyboard), Brad Delson (guitar chính), Joe Hahn (DJ/nghệ sĩ xoay bàn đĩa), Dave Farrell (bass), Emily Armstrong (đồng giọng ca chính) và Colin Brittain (trống). Đội hình trình làng bảy album phòng thu đầu tiên của ban nhạc còn bao gồm Chester Bennington (giọng ca chính) và Rob Bourdon (trống); sau khi Bennington treo cổ tự vẫn vào tháng 7 năm 2017, ban nhạc đã tạm ngừng hoạt động vô thời hạn. Đến tháng 9 năm 2024, Linkin Park thông báo tái hợp, cũng như chào đón thêm Armstrong và Brittain vào nhóm.
Chủ yếu được phân vào thể loại alternative rock và nu metal, song âm nhạc giai đoạn đầu của Linkin Park là sự kết hợp giữa heavy metal và hip hop, trong khi âm nhạc về sau của họ mang nhiều yếu tố electronica và pop hơn. Ban nhạc trở nên nổi tiếng toàn cầu với album phòng thu đầu tay Hybrid Theory (2000); nhạc phẩm đã giành được chứng nhận Kim cương bởi Hiệp hội Công nghiệp Ghi âm Hoa Kỳ (RIAA). Album này ra mắt vào đúng thời kì dòng nhạc nu metal đang hưng thịnh nhất. Những đĩa đơn của album lên sóng liên tục trên MTV như "One Step Closer", "Crawling" và "In the End" đều xếp thứ hạng cao trên bảng xếp hạng Mainstream Rock; riêng "In the End" còn lấn sang bảng xếp hạng nhạc pop. Album thứ hai của nhóm có tựa Meteora (2003) đã tiếp nối thành công của ban nhạc. Nhóm đã khám phá ra dòng nhạc thử nghiệm trong album thứ ba Minutes to Midnight (2007). Đến cuối thập kỷ, Linkin Park đã nằm trong số những nghệ sĩ nhạc rock thành công và nổi tiếng nhất.
Ban nhạc tiếp tục khám phá nhiều thể loại âm nhạc đa dạng hơn trong album thứ tư A Thousand Suns (2010) khi họ lồng thêm nhiều lớp nhạc electronic hơn. Album thứ năm của nhóm, Living Things (2012) đã kết hợp những nhạc tố từ tất cả các đĩa nhạc mà họ phát hành trước đó. Album thứ sáu của Linkin Park, The Hunting Party (2014) trở về âm hưởng rock nặng nề hơn, còn album thứ bảy One More Light (2017) lại là đĩa nhạc mang đậm chất pop hơn. Sau khi tái hợp, ban nhạc cho ra mắt album thứ tám From Zero vào tháng 11 năm 2024.
Linkin Park là một trong những ban nhạc có doanh số bán đĩa nhạc chạy nhất của thế kỷ 21 và là một trong những nghệ sĩ âm nhạc bán đĩa nhạc chạy nhất thế giới, với hơn 100 triệu đĩa nhạc tiêu thụ trên toàn thế giới. Nhóm đã giành hai giải Grammy, 6 giải thưởng Âm nhạc Mỹ, hai giải thưởng Âm nhạc Billboard, 4 giải Video Âm nhạc của MTV, 10 giải Âm nhạc châu Âu của MTV và ba giải thưởng Âm nhạc Thế giới. Vào năm 2003, MTV2 đã xướng tên Linkin Park là ban nhạc vĩ đại thứ 6 trong kỷ nguyên video âm nhạc và vĩ đại thứ 3 trong thiên niên kỷ mới. Billboard thì xếp Linkin Park đứng thứ 19 trong danh sách Best Artists of the Decade. Năm 2012, ban nhạc được bầu chọn là nghệ sĩ vĩ đại nhất của thập niên 2000 trong một cuộc bầu chọn Barcket Madness trên kênh VH1. Năm 2014, nhóm được tôn vinh là "The Biggest Rock Band in the World Right Now" bởi tờ Kerrang!.

## Lịch sử hoạt động

### 1996–2000: Những năm đầu
Linkin Park được thành lập bởi ba người bạn thời trung học: Mike Shinoda, Rob Bourdon và Brad Delson. Họ theo học tại Trường trung học Agoura ở Agoura Hills, California, một vùng ngoại ô của Los Angeles. Sau khi tốt nghiệp trung học, họ bắt đầu xem trọng sở thích âm nhạc một cách nghiêm túc hơn, vì thế họ liền tuyển mộ Joe Hahn, Dave "Phoenix" Farrell và Mark Wakefield để thành lập một ban nhạc và đặt tên nhóm là Xero. Mặc dù bị giới hạn về cơ sở vật chất, ban nhạc vẫn bắt đầu thu âm và sản xuất các bài hát bên trong phòng thu âm tạm bợ (cũng là phòng ngủ) của Shinoda năm 1996; họ cho ra mắt một băng demo có bốn bài với tựa đề Xero. Tuy nhiên, ban nhạc bắt đầu cảm thấy căng thẳng và chán nản sau khi họ không thể ký được một hợp đồng thu âm. Do thất bại và bế tắc, giọng ca chính lúc đó của ban nhạc là Wakefield, đã rời ban để tìm kiếm những dự án khác. Farrell cũng rời đi để lưu diễn với Tasty Snax, một ban nhạc ska và punk Kito giáo.
Sau khi dành khoảng thời gian đáng kể để tìm sự thay thế cho Wakefield, Xero đã tuyển mộ ca sĩ gốc Arizona, Chester Bennington sau khi Chester được tiến cử bởi Jeff Blue - phó giám đốc của Zomba Music vào tháng 3 năm 1999. Bennington là cựu thành viên ban nhạc post-grunge Grey Daze và nổi lên giữa những ứng viên nhờ vào phong cách hát đa dạng của ông. Sau đó nhóm đã thống nhất đổi tên của họ từ Xero sang Hybrid Theory; sự hòa hợp giọng hát giữa Shinoda và Bennington đã giúp hồi sinh ban nhạc, giúp họ có động lực tạo ra những sản phẩm mới. Năm 1999 ban nhạc đã phát hành một đĩa EP cùng tên nhóm và nó đã lan truyền trên các phòng chat trên mạng cũng như các diễn đàn nhờ sự trợ giúp của một 'street team' trên mạng.
Xero vẫn gặp khó khăn trong việc ký kết hợp đồng thu âm. Họ tiếp cận Jeff Blue để được trợ giúp thêm sau khi bị một vài hãng thu âm lớn từ chối nhiều lần. Sau khi không thể ký kết với Warner Bros. Records trong 3 lần trước đây; ông Blue - phó giám đốc của Warner Bros. Records lúc bấy giờ - đã giúp ban nhạc ký hợp đồng với công ty dưới dạng một nghệ sĩ đang phát triển vào năm 1999. Tuy nhiên, hãng đã khuyên ban nhạc đổi tên để tránh gây nhầm lẫn với ban nhạc từ Anh, Hybrid. Ban nhạc đã đổi tên thành Linkin Park, gợi nhớ đến Lincoln Park ở Santa Monica, giờ có tên là Christine Emerson Reed Park. Lúc đầu họ muốn dùng tên "Lincoln Park", tuy nhiên họ đã đổi tên thành "Linkin" để giành lấy tên miền internet "linkinpark.com".
Bennington và Shinoda đều phát biểu về việc Warner Bros. Records từng hoài nghi về những bản thu âm ban đầu của Linkin Park. Bộ phận A&R của hãng đĩa không hài lòng với phong cách hip-hop kết hợp rock của ban nhạc. Một đại diện A&R còn đề nghị Bennington nên giảm vai trò hoặc sa thải Shinoda và tập trung hoàn toàn để sáng tác nhạc rock. Nhưng Bennington đã đứng về phía Shinoda và không chấp nhận làm thành viên chủ lực của Linkin Park cho album. Farrell đã trở lại ban  vào năm 2000 và nhóm phát hành album Hybrid Theory gây đột phá vào cùng năm đó.

### 2000–2002:Hybrid TheoryvàReanimation

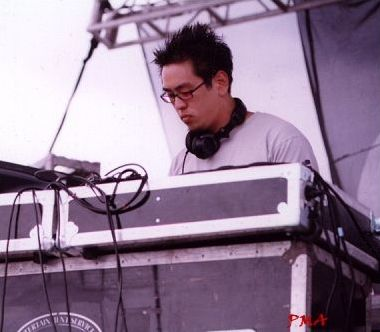
Joe Hahn trình diễn cùng Linkin Park tại Rock am Ring vào năm 2001

Linkin Park đã phát hành Hybrid Theory vào ngày 24 tháng 10 năm 2000. Album là minh chứng cho nửa thập kỷ làm việc của ban nhạc, và được biên tập bởi Don Gilmore. Hybrid Theory gặt hái thành công lớn về mặt thương mại, bán ra hơn 4,8 triệu bản trong năm đầu ra mắt, rồi đoạt được danh hiệu album bán chạy nhất năm 2001, trong khi những đĩa đơn như "Crawling" và "One Step Closer" được xem là những bài tiêu chuẩn trong các danh sách phát nhạc alternative rock trên radio của năm đó. Bên cạnh đó, những đĩa đơn khác trong album còn có mặt trong những bộ phim điện ảnh như Dracula 2000, Little Nicky và Valentine. Hybrid Theory đã giành giải Grammy cho Trình diễn hard rock xuất sắc nhất nhờ bài hát "Crawling" và đem về cho ban nhạc hai đề cử Grammy khác: Nghệ sĩ mới xuất sắc nhất và Album rock xuất sắc nhất. MTV thì trao cho ban nhạc giải thưởng Video nhạc rock xuất sắc và Chỉ đạo xuất sắc nhất nhờ bài hát "In the End".
Vào lúc này, Linkin Park đã nhận được nhiều lời mời để trình diễn trong nhiều chuyến lưu diễn và buổi hòa nhạc nổi tiếng như Ozzfest, Family Values Tour, và KROQ Almost Acoustic Christmas. Nhóm làm việc với Jessica Sklar để thành lập hội hâm mộ chính thức cũng như 'đội đường phố' "Linkin Park Underground", vào tháng 11 năm 2001. Linkin Park cũng khởi chuyến lưu diễn riêng Projekt Revolution, với sự góp mặt nhiều nghệ sĩ đáng chú ý như Cypress Hill, Adema, và Snoop Dogg. Trong một năm, Linkin Park đã trình diễn tại hơn 320 buổi nhạc. Những trải nghiệm và các buổi trình diễn của ban nhạc được ghi làm phim tài liệu trong DVD đầu tay của nhóm mang tên Frat Party at the Pankake Festival, phát hành vào tháng 11 năm 2001. Kế đó ban tái hợp với tay bass Phoenix và bắt đầu thực hiện một album phối lại lấy tựa là Reanimation; trong album chứa những bản nhạc trích từ album Hybrid Theory cũng như những ca khúc không nằm trong album. Reanimation ra mắt vào ngày 30 tháng 7 năm 2002, với sự góp mặt của những cái tên như Black Thought, Jonathan Davis, Aaron Lewis và nhiều nghệ sĩ khác. Reanimation chiếm vị trí á quân trên bàng xếp hạng Billboard 200 và đã tiêu thụ gần 270.000 bản trong tuần ra mắt. Hybrid Theory cũng nằm trong danh sách Top 100 Album của RIAA.

### 2002–2004:Meteora
Sau thành công của Hybrid Theory và Reanimation, Linkin Park đã dành nhiều thời gian đi lưu diễn quanh Hoa Kỳ. Các thành viên của nhóm bắt đầu thực hiện các dự án mới giữa lịch diễn dày đặc, nên họ chỉ bỏ ra một chút thời gian để xả hơi trong phòng thu trên xe buýt lưu diễn. Ban nhạc chính thức thông báo sản xuất album phòng thu mới vào tháng 12 năm 2002, tiết lộ rằng sản phẩm mới của họ được lấy cảm hứng từ vùng núi đá Meteora ở Hy Lạp, và trên đỉnh núi đá đó có nhiều tu viện được xây dựng. Meteora là sự kết hợp giữa phong cách nu metal và rap metal của ban với những hiệu ứng âm thanh sáng tạo hơn, như tiếng shakuhachi (một loại sáo Nhật Bản làm từ tre) cũng như nhiều nhạc cụ khác. Album thứ hai của Linkin Park đã ra mắt vào ngày 25 tháng 3 năm 2003 và ngay lập tức nhận được nhiều lời tán dương trên toàn thế giới, qua đó leo lên ngôi quán quân ở Mỹ và Anh, cũng như vị trí á quân ở Úc.
Meteora đã tiêu thụ hơn 800.000 bản trong tuần đầu tiên và lọt vào bảng xếp hạng album bán chạy nhất của Billboard lúc bấy giờ. Những đĩa đơn trích từ album như "Somewhere I Belong", "Breaking the Habit", "Faint" và "Numb" đều thu hút sự chú ý đáng kể từ các đài phát thanh. Đến tháng 10 năm 2003, Meteora bán được gần 3 triệu bản. Thành công của album giúp Linkin Park thành lập ra một dự án Projekt Revolution khác, với sự góp mặt của các ban nhạc và ca sĩ như Mudvayne, Blindside và Xzibit. Ngoài ra, Metallica đã mời Linkin Park đến biểu diễn tại chuyến lưu diễn Summer Sanitarium Tour 2003, nơi quy tụ nhiều tên tuổi nổi tiếng như Limp Bizkit, Mudvayne và Deftones. Ban nhạc còn phát hành một album và DVD có nhan đề Live in Texas; đĩa nãy chứa những bài hát cũng như video lấy từ những buổi trình diễn của nhóm tại Texas trong chuyến lưu diễn. Vào đầu năm 2004, Linkin Park khởi động một chuyến lưu diễn thế giới có tên Meteora World Tour. Hỗ trợ cho ban nhạc trong chuyến lưu diễn gồm có Hoobastank, P.O.D., Story of the Year và Pia.
Meteora đã giúp Linkin Park giành được nhiều giải thưởng. Họ đã thắng giải MTV hạng mục Video nhạc rock xuất sắc nhất nhờ "Somewhere I Belong" và Giải Lựa chọn của Khán giả nhờ "Breaking the Habit". Linkin Park cũng gặt hái thành tích tại Radio Music Awards năm 2004, với các danh hiệu Nghệ sĩ của năm và Ca khúc của năm (nhờ bài "Numb"). Mặc dù Meteora không thành công lớn như Hybrid Theory, nhưng đây là album bán chạy thứ 3 ở Hoa Kỳ năm 2003. Nhóm đã dành vài tháng đầu năm 2004 để đi lưu diễn khắp thế giới, đầu tiên là chuyến lưu diễn Projekt Revolution thứ ba, và sau đó là vài buổi hòa nhạc ở Châu Âu. Cùng lúc đó, mối quan hệ của ban nhạc với hãng Warner Bros. Records đang ngày càng xấu đi do nhiều vấn đề lòng tin và tài chính. Sau nhiều tháng tranh chấp, nhóm cuối cùng đã thương thảo được một hợp đồng vào tháng 12 năm 2005.

### 2004–2006: Những dự án phụ
Sau thành công của Meteora, Linkin Park đã thực hiện nhiều dự án phụ. Bennington góp mặt trong "State of the Art" của DJ Lethal và những sản phẩm khác cùng Dead by Sunrise, trong khi Shinoda thì hợp tác cùng Depeche Mode để tạo ra bản remix "Enjoy the Silence 04". Năm 2004, ban nhạc bắt đầu hợp tác với Jay-Z để sản xuất một album phối lại mới, có tên Collision Course. Album có những lời hát và đoạn nhạc nền được lồng ghép với nhau, chúng đều được lấy từ những album cũ của cả hai bên. Album đã ra mắt vào tháng 11 năm 2004. Shinoda cũng thành lập dự án phụ của riêng anh mang tên Fort Minor. Với sự trợ giúp của Jay-Z, Fort Minor đã phát hành album đầu tay The Rising Tied, và được giới phê bình đánh giá cao.
Linkin Park còn tham gia nhiều sự kiện từ thiện, đáng chú ý nhất là quyên góp tiền để ủng hộ các nạn nhân của Bão Charley năm 2004 và sau đó là Bão Katrina năm 2005. Ban nhạc đã ủng hộ 75.000 USD cho tổ chức Special Operations Warrior Foundation vào tháng 3 năm 2004. Họ còn giúp  cứu trợ các nạn nhân của vụ sóng thần Ấn Độ Dương năm 2004 bằng cách tổ chức nhiều buổi hoà nhạc từ thiện và thành lập một quỹ có tên Music for Relief. Đáng chú ý hơn cả, nhóm đã tham gia Live 8, một chuỗi buổi hoà nhạc từ thiện được tổ chức để tăng nhận thức của toàn thế giới. Ban nhạc cùng với Jay-Z đã biểu diễn trên sân khấu của Live 8 tại Philadelphia, Pennsylvania trước khán giả toàn cầu. Sau đó nhóm tái hợp với Jay-Z tại Lễ trao giải Grammy 2006 để trình diễn ca khúc "Numb/Encore"; phiên bản này về sau đoạt luôn giải Grammy cho Trình diễn rap/hát xuất sắc nhất. Paul McCartney cũng tham gia cùng họ trên sân khấu với tiết mục hát thêm vài phiên khúc từ bài "Yesterday". Sau đó Linkin Park tiếp tục trình diễn tại nhạc hội Summer Sonic 2006 do Metallica tổ chức tại Nhật Bản.

### 2006–2008:Minutes to Midnight

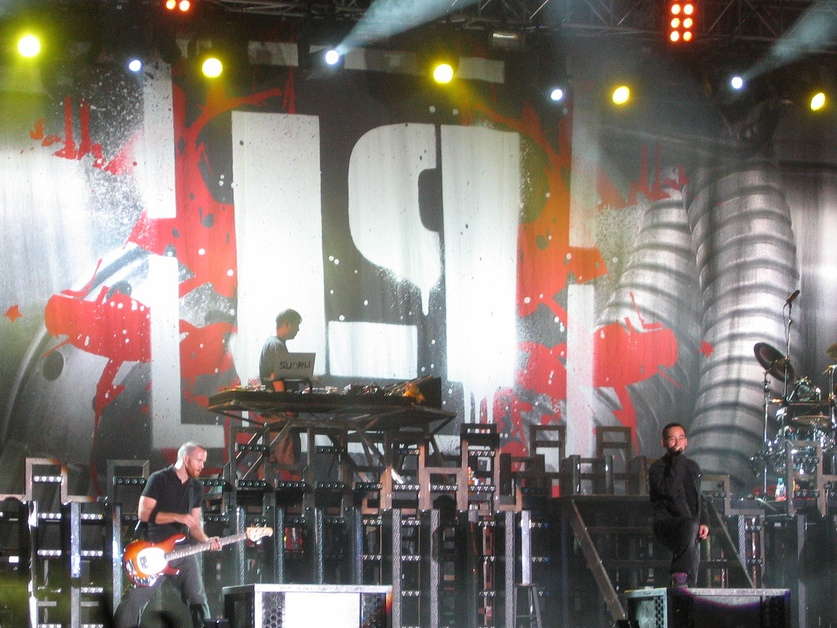
Linkin Park trình diễn tại Nova Rock Festival vào ngày 17 tháng 6 năm 2007

Linkin Park đã quay trở lại phòng thu âm vào năm 2006 để thực hiện dự án mới. Để sản xuất album, ban nhạc đã chọn nhà sản xuất Rick Rubin. Mặc dù ban đầu album được công bố là sẽ ra mắt vào khoảng năm 2006, lịch phát hành album lại bị hoãn đến năm 2007. Nhóm thu âm được khoảng 30 đến 50 bài hát vào tháng 8 năm 2006, lúc đó Shinoda thông báo album đã hoàn thành một nửa. Bennington sau đó bổ sung rằng album mới sẽ không còn theo thể loại nu metal như trước. Warner Bros. Records chính thức công bố album phòng thu thứ ba của Linkin Park có tên Minutes to Midnight và album sẽ được phát hành vào ngày 15 tháng 5 năm 2007 ở Hoa Kỳ. Sau khi dành ra 14 tháng thực hiện album, các thành viên trong nhóm đã quyết định trau chuốt nhạc phẩm hơn nữa bằng việc loại bỏ 5 trong số 17 bản nhạc gốc. Tựa đề của album lấy cảm hứng từ Đồng hồ ngày tận thế và như dự báo trước chủ đề ca từ của họ. Minutes to Midnight bán được hơn 625.000 bản trong tuần đầu tiên, qua đó trở thành một trong những album có tuần ra mắt thành công nhất trong những năm gần đây. Album còn chiếm ngôi quán quân trên bảng xếp hạng của Billboard.

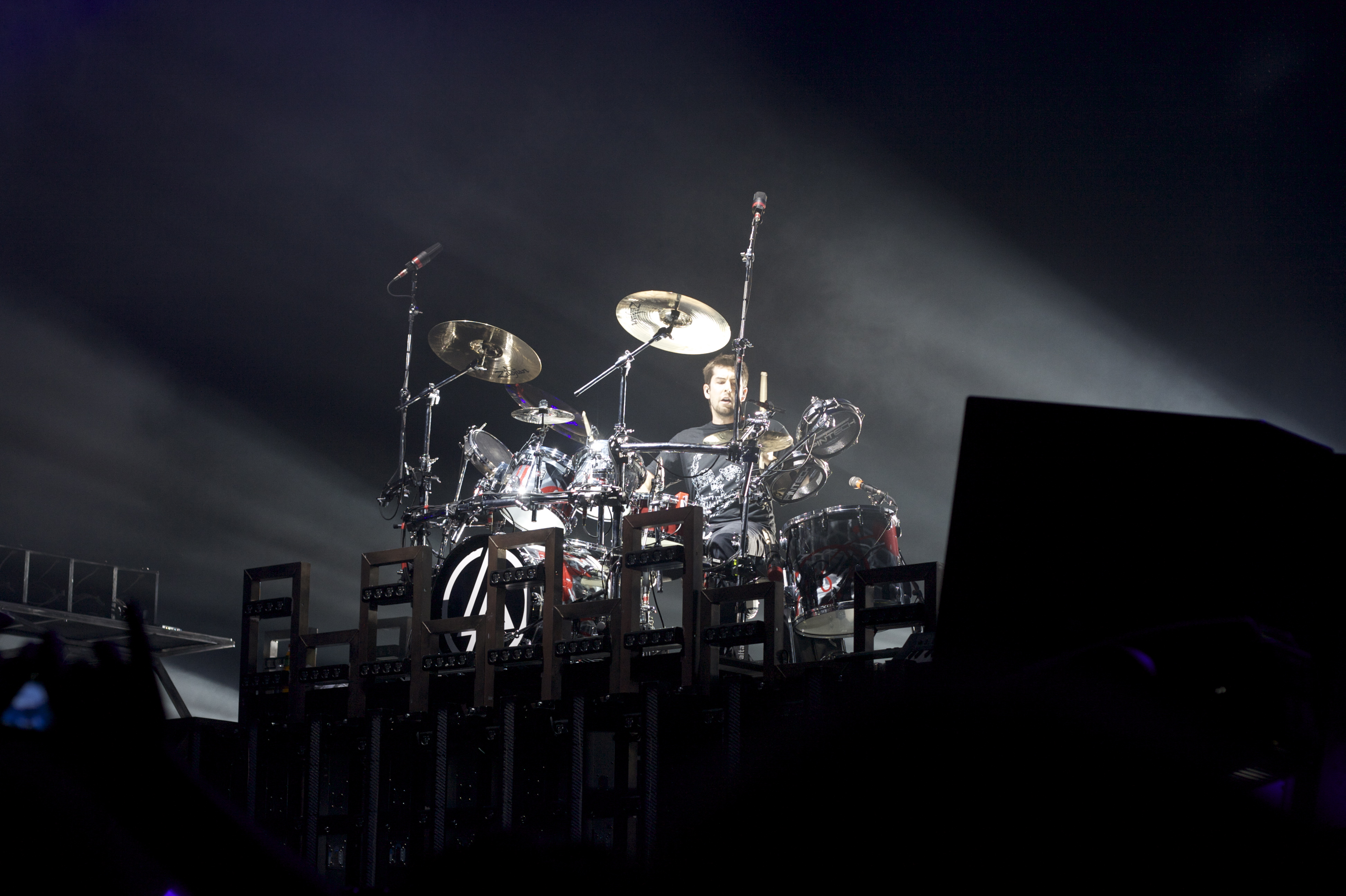
Rob Bourdon cùng Linkin Park vào ngày 25 tháng 5 năm 2007 trong Minutes to Midnight World Tour

Đĩa đơn đầu tiên của album, "What I've Done" đã được phát hành vào ngày 2 tháng 4, đồng thời trình chiếu trên MTV và Fuse trong cùng tuần đó. Đĩa đơn được giới mộ điệu đón nhận tích cực, qua đó giành được thứ hạng cao trên bảng xếp hạng Modern Rock Tracks và Mainstream Rock Tracks của Billboard. Bài hát cũng được sử dụng cho nhạc nền của bộ phim hành động Transformers (2007). Mike Shinoda còn góp mặt trong bài hát "Second to None" của Styles of Beyond (bài này cũng xuất hiện trong phim đó). Cùng năm đó, nhóm đoạt giải "Nghệ sĩ nhạc alternative yêu thích" tại lễ trao American Music Awards. Ban nhạc tiếp tục gặt hái thành công với những đĩa đơn còn lại của album là "Bleed It Out", "Shadow of the Day", "Given Up" và "Leave Out All the Rest"; chúng ra mắt trong năm 2007 và đầu năm 2008. Ban nhạc đã hợp tác với Busta Rhymes trong đĩa đơn "We Made It" của ông, phát hành vào ngày 29 tháng 4.

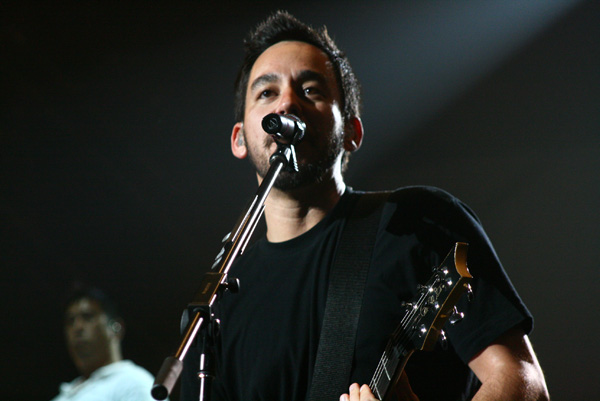
Mike Shinoda trình diễn cùng Linkin Park vào năm 2008 trong chuyến lưu diễn Projekt Revolution

Linkin Park đã khởi động một chuyến lưu diễn thế giới lớn có tên "Minutes to Midnight World Tour". Ban nhạc quảng bá cho album bằng cách lập chuyến lưu diễn Projekt Revolution thứ 4 ở Hoa Kỳ với sự góp mặt của My Chemical Romance, Taking Back Sunday, HIM, Placebo và nhiều nghệ sĩ khác. Nhóm còn chơi nhạc tại nhiều buổi diễn ở Châu Âu, Châu Á, và Úc, trong đó có một buổi trình diễn tại Live Earth Japan vào ngày 7 tháng 7 năm 2007. Linkin Park là nghệ sĩ trình diễn chính tại nhạc hội Download Festival ở Donington Park, Anh Quốc và Edgefest ở Downsview Park, Toronto, Ontario, Canada. Ban nhạc đã hoàn thành chuyến lưu diễn Projekt Revolution thứ 4 trước khi tham gia một chuyến lưu diễn Arena quanh Vương quốc Anh, với các địa điểm ghé thăm là Nottingham, Sheffield và Manchester, để rồi kết thúc bằng 2 đêm diễn tại sân vận động O2 ở Luân Đôn. Bennington tuyên bố rằng Linkin Park dự định sẽ phát hành một album nối tiếp Minutes to Midnight. Tuy nhiên, ông nói rằng trước đó ban nhạc sẽ khởi hành chuyến lưu diễn ở Hoa Kỳ để thu nhặt ý tưởng làm album nói trên. Linkin Park đã khởi hành một chuyến lưu diễn Projekt Revolution khác vào năm 2008. Đây là lần đầu tiên một chuyến lưu diễn Projekt Revolution được tổ chức tại Châu Âu với ba buổi diễn tại Đức và một tại Vương quốc Anh. Một chuyến lưu diễn Projekt Revolution khác cũng có mặt ở Hoa Kỳ, tại đó quy tụ Chris Cornell, The Bravery, Ashes Divide, Street Drum Corps và nhiều nghệ sĩ khác. Linkin Park hoàn thành chuyến lưu diễn bằng một buổi diễn tại Texas. Mike Shinoda đã ra thông báo về một đĩa CD/DVD thu âm trực tiếp có tên Road to Revolution: Live at Milton Keynes; sản phẩm này là video thu trực tiếp từ phần trình diễn của Projekt Revolution tại Milton Keynes Bowl vào ngày 29 tháng 6 năm 2008, phát hành chính thức vào ngày 24 tháng 11 năm 2008.

### 2008–2011:A Thousand Suns
Vào tháng 5 năm 2009, Linkin Park đã thông báo họ đang sáng tác ra album phòng thu thứ 4, nó được dự định sẽ phát hành vào năm 2010. Shinoda đã phát biểu trên IGN rằng album mới sẽ 'kết hợp thể loại' và được phát triển từ những yếu tố trong Minutes to Midnight. Ông cũng đã đề cập rằng album sẽ mang tính thử nghiệm nhiều hơn và "hy vọng là sẽ đột phá hơn". Bennington cũng đã xác nhận với truyền thông rằng Rick Rubin sẽ tiếp tục trở lại làm nhà sản xuất cho album mới. Ban nhạc sau đó đã tiết lộ rằng album sẽ có tên A Thousand Suns. Trong lúc tạo ra album mới, Linkin Park đã làm việc với nhà soạn nhạc phim thành đạt Hans Zimmer để tạo ra nhạc nền phim cho Transformers: Bại binh phục hận. Ban nhạc đã phát hành một đĩa đơn cho bộ phim, có tên "New Divide". Joe Hahn đã tạo ra video nhạc cho bài hát, trong đó có những đoạn clip lấy từ phim. Vào ngày 22 tháng 6, Linkin Park đã trình diễn một buổi nhạc ngắn tại Westwood Village sau buổi công chiếu bộ phim. Sau khi hoàn thành công việc cho Transformers: Bại binh phục hận, ban nhạc trở lại phòng thu để hoàn thành album của họ.

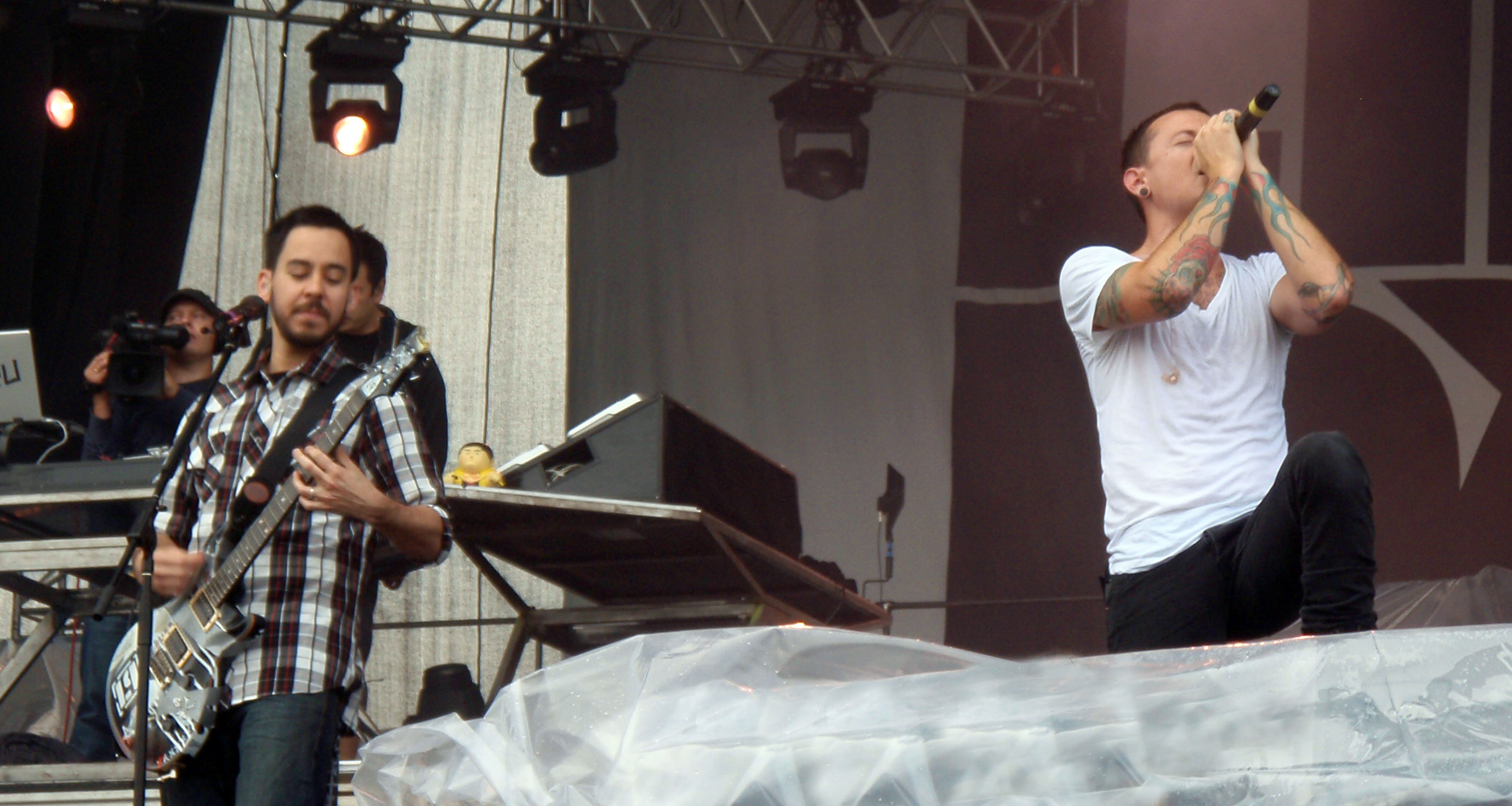
Linkin Park trình diễn tại Sonisphere Festival ở Phần Lan vào ngay 25 tháng 7 năm 2009

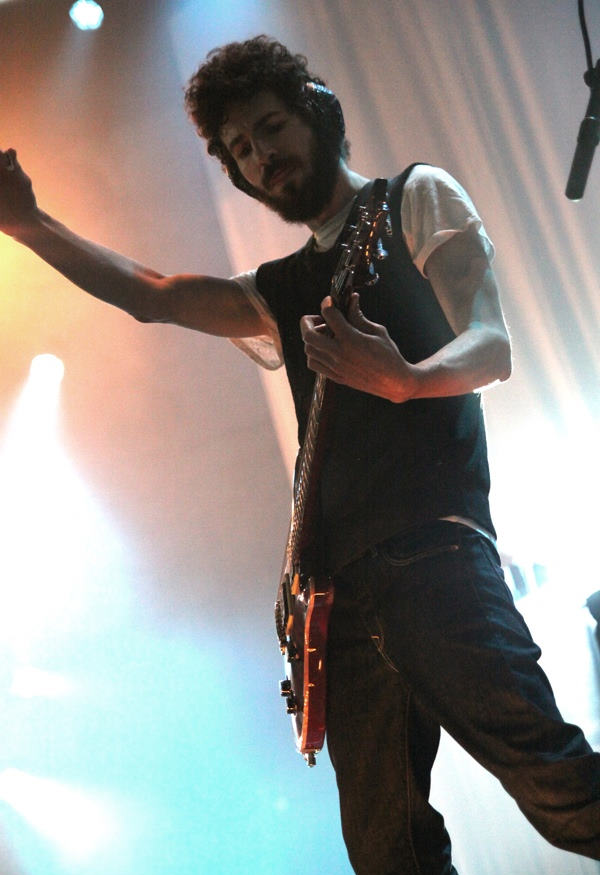
Brad Delson đang trình diễn cùng Linkin Park trong A Thousand Suns World Tour năm 2010

Vào ngày 26 tháng 4, ban nhạc đã phát hành một trò chơi có tên 8-Bit Rebellion! trên iPhone, iPod Touch, và iPad. Trong trò chơi, các thành viên ban nhạc là những nhân vật có thể chơi. Ngoài ra trong trò chơi còn có một bài hát mới tên là "Blackbirds". Bài hát có thể được mở khóa bằng cách phá đảo trò chơi. Bài hát sau đó cũng được phát hành dưới dạng bài bổ sung trên iTunes trong album A Thousand Suns.
A Thousand Suns đã được phát hành vào ngày 14 tháng 9. Đĩa đơn đầu tiên của album, "The Catalyst", đã được phát hành vào ngày 2 tháng 8. Ban nhạc đã quảng bá album mới của họ bằng việc khởi động chuyến lưu diễn của họ tại Los Angeles vào ngày 7 tháng 9. Linkin Park cũng nhờ vào MySpace để quảng bá album của họ cũng như phát hành thêm 2 bài hát: "Waiting for the End" và "Blackout" vào ngày 8 tháng 9. Ngoài ra, một phim tài liệu về quá trình sản xuất album, có tên Meeting of A Thousand Suns, đã được đăng tải lên cho xem trên trang MySpace của ban nhạc. Vào ngày 31 tháng 8 năm 2010, ban nhạc đã thông báo họ sẽ trình diễn đĩa đơn lần đầu tiên tại Giải Video âm nhạc của MTV năm 2010 vào ngày 12 tháng 9 năm 2010. Sân khấu để trình diễn là Griffith Observatory, một vị trí mang tính biểu tượng được sử dụng trong những phim Hollywood. "Waiting for the End" đã được phát hành làm đĩa đơn thứ 2 của A Thousand Suns.
Năm 2010, Linkin Park đã leo lên hạng 8 trên Billboard Social 50, một bảng xếp hạng những nghệ sĩ tích cực nhất trên các mạng xã hội hàng đầu của thế giới. Với những bảng xếp hạng Billboard Year-End khác của năm 2010: ban nhạc đã đứng hạng 92 trên Top Artists, A Thousand Suns đứng hạng 53 trên Billboard Top 200 albums và hạng 7 trên Rock Albums, còn "The Catalyst" đứng hạng 40 trên Rock Songs.
Ban nhạc đã được đề cử sáu giải thưởng Billboard năm 2011 ở các hạng mục: Top Duo or Group, Best Rock Album với A Thousand Suns, Top Rock Artist, Top Alternative Artist, Top Alternative Song với Waiting for the End, và Top Alternative Album với A Thousand Suns, nhưng không đoạt được giải nào. Ban nhạc đã được xếp hạng trong nhiều bảng xếp hạng Billboard Year-End năm 2011. Ban nhạc đã đứng hạng 39 trên Top Artists, hạng 84 trên Billboard 200 Artists, hạng 11 trên Social 50, hạng 6 trên Top Rock Artists, hạng 9 trên Rock Songs Artists, hạng 16 trên Rock Albums, hạng 4 trên Hard Rock Albums, và hạng 7 trên Alternative Songs.

### 2011–2013:Living ThingsvàRecharged

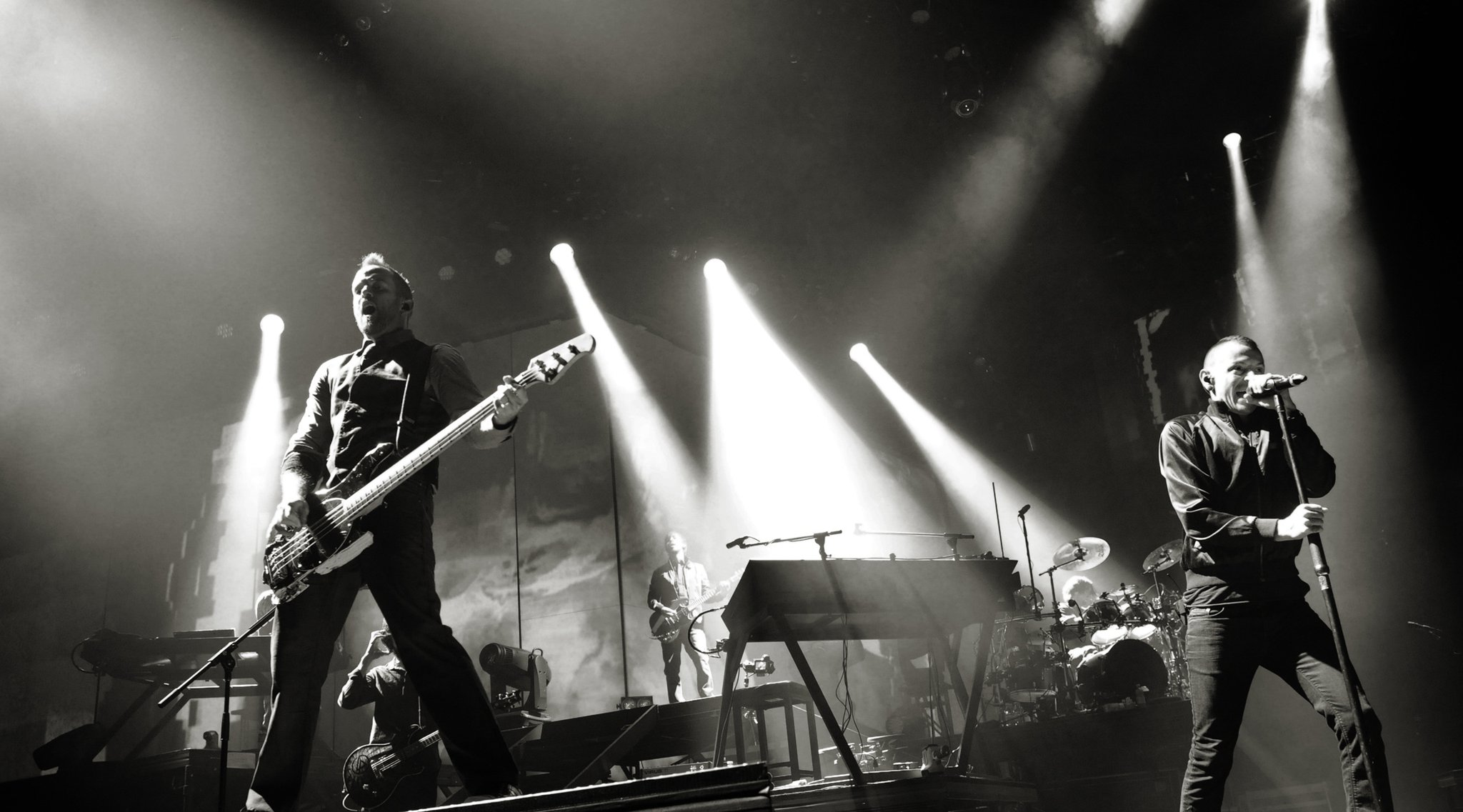
Linkin Park biểu diễn tại Berlin vào tháng 10 năm 2010. Từ trái sang phải: Joe Hahn, Dave Farrell, Brad Delson, Mike Shinoda, Rob Bourdon và Chester Bennington.

Vào tháng 7 năm 2011, Bennington nói với tờ Rolling Stone rằng Linkin Park nhắm tới tiến độ sản xuất một album mới sau mỗi 18 tháng, và ông tin chắc một album mới sẽ ra lò vào năm 2012. Ông sau đó đã tiết lộ trong một bài phỏng vấn khác vào tháng 9 năm 2011 rằng ban nhạc vẫn đang ở giai đoạn ban đầu của album tiếp theo, nói rằng "Chúng tôi chỉ vừa mới khởi động. Chúng tôi muốn giữ niềm cảm hứng sáng tạo luôn tuôn trào,... chúng tôi thích hướng đi hiện tại của mình". Sau đó, vào ngày 28 tháng 3 năm 2012, Shinoda đã xác nhận rằng ban nhạc đang ghi hình một video nhạc cho bài "Burn It Down". Joe Hahn là đạo diễn của video. Shinoda đã nói với Co.Create về nghệ thuật của album, nói rằng nó sẽ "thổi bay họ [các fan] đi... người bình thường sẽ không thể chấp nhận nó ngay từ cái nhìn đầu tiên, tôi hiểu rằng nó hoàn toàn mới lạ, không chỉ về hình ảnh mà ngay cả phương cách tạo ra hình ảnh nữa.".
Ngày 15 tháng 4 năm 2012, Shinoda đã thông báo rằng Living Things sẽ là tựa đề cho album thứ năm của Linkin Park. Shinoda đã khẳng định rằng họ chọn tựa đề Living Things bởi vì album này liên quan đến con người, sự tương tác giữa các cá nhân, và nó mang tính cá nhân hơn các album trước đây. Ban nhạc đã quảng bá album trong Honda Civic Tour phiên bản năm 2012, họ với Incubus là đồng nghệ sĩ chính của tour. Ban nhạc đã trình diễn "Burn It Down" tại Giải thưởng Âm nhạc Billboard 2012. Ngày 24 tháng 5, ban nhạc đã phát hành video nhạc cho bài "Burn It Down" và công bố "Lies Greed Misery", một bài hát khác từ Living Things, trên đài BBC Radio 1. "Powerless", bài hát thứ 12 và cũng là bài kết thúc album, đã xuất hiện trong đoạn danh đề cuối phim Abraham Lincoln: Thợ săn ma cà rồng.
Living Things đã bán được hơn 223.000 bản trong tuần công bố, xếp hạng 1 trên US Albums Charts . Đĩa đơn của album, "Castle of Glass", đã được đề cử cho giải 'Best Song in a Game' tại Giải thưởng Trò chơi điện tử Spike năm 2012. Ban nhạc cũng đã trình diễn tại lễ trao giải vào ngày 7 tháng 12, nhưng đã mất giải thưởng vào tay bài "Cities" của Beck. Linkin Park cũng đã trình diễn tại lễ hội âm nhạc Soundwave ở Úc, ở đó họ diễn chung sân khấu với Metallica, Paramore, Slayer và Sum 41.
Ngày 10 tháng 8 năm 2013, ban nhạc đã hợp tác với nghệ sĩ người Mỹ Steve Aoki để ghi âm ca khúc "A Light That Never Comes" cho trò chơi giải đố-hành động trực tuyến của Linkin Park là LP Recharge, nó đã được công bố trên Facebook và trang web chính thức của LP Recharge vào ngày 12 tháng 9 năm 2013. Vào ngày phát hành trò chơi, Linkin Park đã đăng một bài trên Facebook của họ để giải thích rằng bài hát được dùng để quảng bá trò chơi sẽ nằm trong một album phối lại mới, có tên Recharged. Nó đã được phát hành ngày 29 tháng 10 năm 2013 dưới dạng đĩa CD, đĩa than, và tải về dạng số. Tương tự như Reanimation, album chứa những bản phối lại của 10 ca khúc từ Living Things, với sự đóng góp của những nghệ sĩ khác, như Ryu của Styles of Beyond, Pusha T, Datsik, KillSonik, Bun B, Money Mark, và Rick Rubin. Ban nhạc cũng đã góp phần tạo ra nhạc nền cho phim Mall, bộ phim được đạo diễn bởi Joe Hahn.

### 2013–2015:The Hunting Party

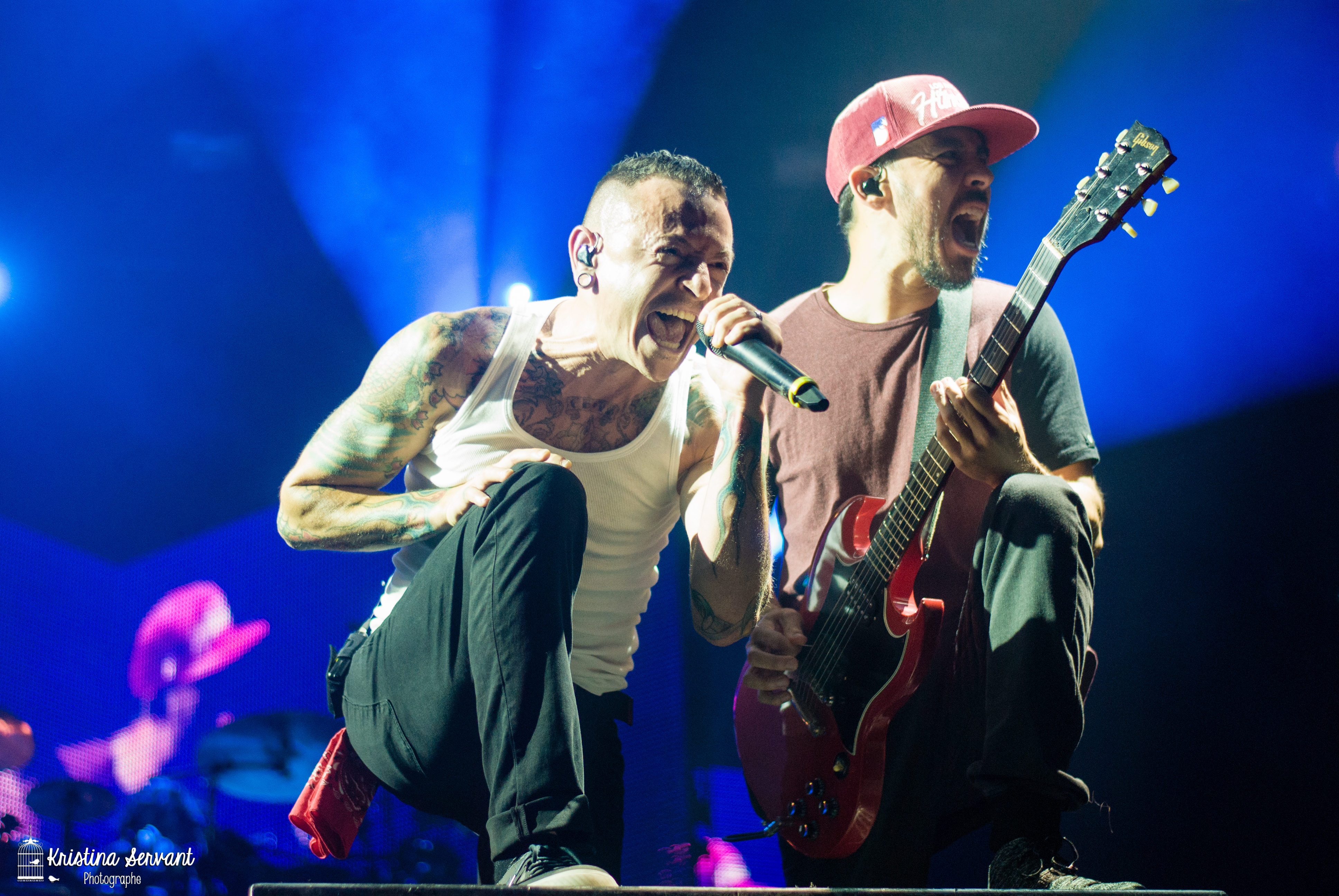
Bennington và Shinoda đang trình diễn nhạc sống tại Montreal vào ngày 23 tháng 8 năm 2014

Trong một cuộc phỏng vấn với Fuse, Shinoda đã xác nhận rằng Linkin Park đã bắt đầu thu âm album phòng thu thứ sáu của họ vào tháng 5 năm 2013. Ban nhạc đã phát hành đĩa đơn đầu tiên của album tiếp theo, có tên "Guilty All the Same" vào ngày 6 tháng 3 năm 2014 thông qua Shazam. Đĩa đơn được phát hành bởi Warner Bros. Records ngay ngày hôm sau và ra mắt ở hạng 28 trên bảng xếp hạng US Billboard Rock Airplay trước khi leo lên hạng 1 trên bảng xếp hạng Mainstream Rock vào những tuần tiếp theo. Không lâu sau khi phát hành đĩa đơn, ban nhạc đã tiết lộ album thứ 6 của họ sẽ có tên The Hunting Party. Album được sản xuất bởi Shinoda và Delson, họ muốn khám phá thêm những yếu tố âm nhạc từ Hybrid Theory và những sản phẩm trước đó của họ. Shinoda đã bình luận rằng album là một "đĩa nhạc rock mang phong cách của thập niên 90". Ông giải thích thêm: "Nó là một đĩa nhạc rock. Nó ồn ào và nó là rock, nhưng không phải theo kiểu nhạc bạn đã từng nghe trước đây – mà giống như kiểu nhạc hardcore-punk-thrash của những năm 90 hơn." Album có sự đóng góp âm nhạc từ rapper Rakim, Page Hamilton của Helmet, Tom Morello của Rage Against the Machine, và Daron Malakian của System of a Down. The Hunting Party đã được phát hành vào ngày 13 tháng 6 năm 2014 ở hầu hết các nước, và sau đó phát hành ở Hoa Kỳ vào ngày 17 tháng 6.
Linkin Park đã trình diễn tại Download Festival vào ngày 14 tháng 6 2014, tại đó họ đã trình diễn toàn bộ album đầu tay của họ, Hybrid Theory. Linkin Park là nghệ sĩ chính tại Rock am Ring and Rock im Park năm 2014, cùng với Metallica, Kings of Leon, và Iron Maiden. Ban nhạc cũng đã cùng Iron Maiden làm nghệ sĩ chính lần nữa tại Greenfield Festival vào tháng 7. Ngày 22 tháng 6, Linkin Park đã làm bất ngờ làm nghệ sĩ chính mà không lên kế hoạch trước tại Vans Warped Tour, tại đó họ trình diễn cùng những thành viên của Issues, The Devil Wears Prada, A Day To Remember, Yellowcard, Breathe Carolina, Finch, và Machine Gun Kelly. Tháng 1 năm 2015, ban nhạc đã khời hành chuyến lưu diễn để quảng bá The Hunting Party, bao gồm 17 buổi hòa nhạc tại khắp Hoa Kỳ và Canada. Chuyến lưu diễn đã bị hủy sau chỉ 3 buổi nhạc khi Bennington bị chấn thương mắt cá. Ngày 9 tháng 5, Linkin Park đã trình diễn tại phiên bản đầu tiên của Rock in Rio USA, để ủng hộ trực tiếp cho Metallica.

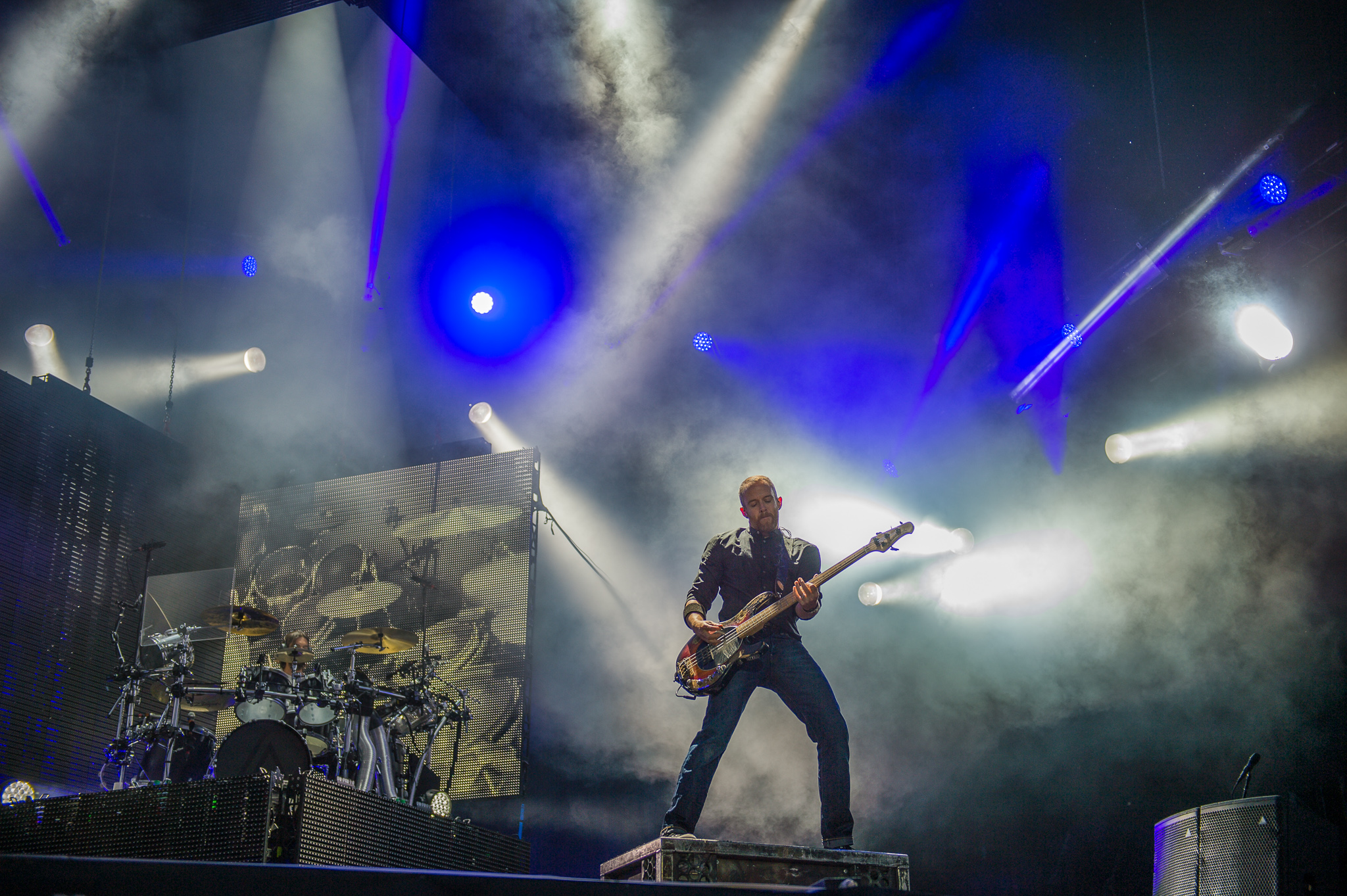
Dave Farrell đang trình diễn cùng Linkin Park năm 2014

Ngày 9 tháng 11 năm 2014, MTV Europe đã trao cho Linkin Park giải Best Rock act của năm 2014 tại lễ trao giải âm nhạc thường niên của họ. Ban nhạc đã thắng giải Best Rock Band và Best Live Act của năm 2014 tại Giải thưởng Âm nhạc của Loudwire. Revolver đã xếp hạng The Hunting Party làm album xuất sắc thứ 4 của năm 2014. Trong một buổi phỏng vấn với AltWire vào ngày 4 tháng 5, Shinoda đã nhìn lại The Hunting Party và bình luận về tương lai của Linkin Park, ông phát biểu: "Tôi rất hạnh phúc với sự đón nhận của The Hunting Party, và tôi nghĩ chúng tôi đã sẵn sàng để tiến đến một nơi khác mới mẻ hơn trong album kế tiếp, nó sẽ đến [vào năm 2016]".
Linkin Park đã hợp tác cùng Steve Aoki với ca khúc "Darker Than Blood" cho album của Aoki là Neon Future II, nó đã được phát hành vào tháng 5 năm 2015. Bản nghe trước của ca khúc đã xuất hiện trong phần trình diễn của Aoki vào ngày 28 tháng 2 năm 2015 tại Aragon Ballroom, Chicago, Illinois. Ca khúc đã được ra mắt trên nền tảng Twitch vào ngày 13 tháng 4 và được phát hành vào ngày 14 tháng 4.
Linkin Park đã trình diễn tại lễ bế mạc của BlizzCon 2015, hội chợ trò chơi điện tử của Blizzard.

### 2015–2017:One More Lightvà cái chết của Bennington
Linkin Park đã bắt đầu tạo ra nhạc phẩm mới cho một album phòng thu thứ bảy vào tháng 11 năm 2015. Chester Bennington đã bình luận về hướng đi của album: "Chúng tôi đang có rất nhiều nhạc phẩm, tôi hy vọng chúng sẽ thử thách cũng như truyền cảm hứng cho cộng đồng người hâm mộ giống như chúng tôi." Vào tháng 2 năm 2017, Linkin Park đã đăng tải video quảng bá trên những tài khoản mạng xã hội của họ, trong đó Shinoda và Bennington đang chuẩn bị nhạc phẩm mới cho album. Mike Shinoda nói rằng ban nhạc đã đi theo một quy trình mới khi sản xuất album. Brad Delson giải thích thêm: "Chúng tôi đã tạo ra quá nhiều đĩa nhạc, nên chúng tôi rất chắc chắn về cách tạo ra đĩa nhạc, và rõ ràng lần này chúng tôi không muốn đi theo hướng dễ dàng."

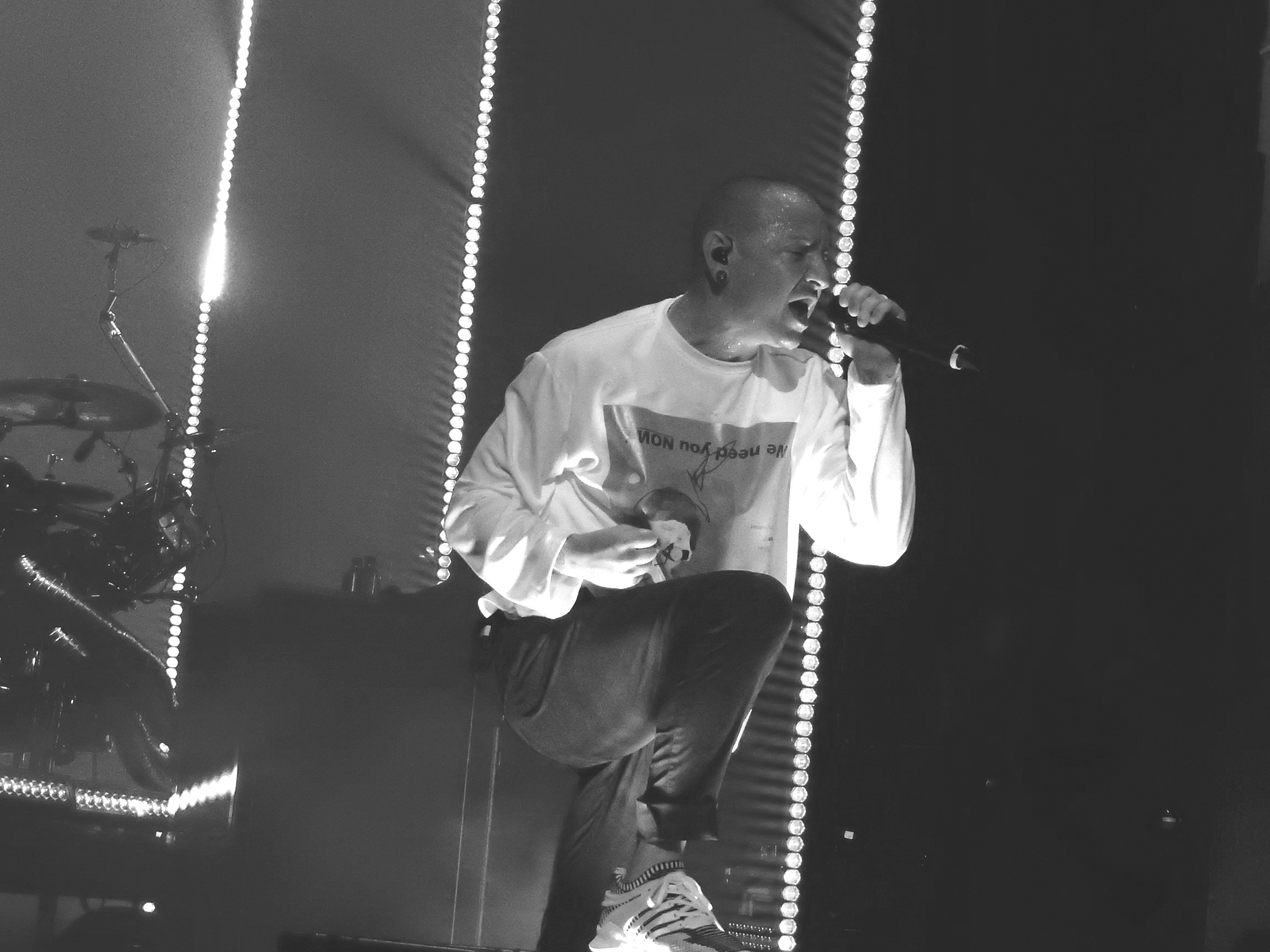
Một trong những buổi trình diễn cuối cùng của Bennington cùng Linkin Park ngày 4 tháng 7 năm 2017 tại O2 Brixton Academy ở London

Đĩa đơn đầu tiên từ album đã được tiết lộ sẽ có tên "Heavy" và có sự góp mặt của ca sĩ nhạc pop Kiiara, đánh dấu lần đầu tiên ban nhạc có sự góp mặt của một nữ ca sĩ trong một bài hát tự sáng tác cho một album phòng thu. Lời bài hát cùng được chắp bút bởi Linkin Park, Julia Michaels và Justin Tranter. Đĩa đơn đã được cho tải xuống vào ngày 16 tháng 2.  Như ban nhạc đã từng làm trong quá khứ, họ đã đăng những thông điệp mã hóa lên mạng có liên quan đến album. Bìa album đã được tiết lộ thông qua những câu đố số hóa trên các mạng xã hội; ảnh bìa có hình sáu đứa trẻ đang chơi đùa trên bãi biển. Album thứ bảy của ban nhạc, One More Light, đã được phát hành vào ngày 19 tháng 5 năm 2017.
Bennington mất vào ngày 20 tháng 7 năm 2017; cái chết của ông được xác định là do tự tử bằng cách treo cổ. Shinoda đã xác nhận cái chết của Bennington trên Twitter, viết rằng: "Sốc và đau buồn, nhưng đó là sự thực. Chúng tôi sẽ có một thông báo chính thức sớm nhất có thể". Ban nhạc đã phát hành một video âm nhạc cho đĩa đơn của họ "Talking to Myself" trước đó cùng ngày. Một ngày sau cái chết của Bennington, ban nhạc đã hủy lượt diễn ở Bắc Mỹ của One More Light World Tour. Vào sáng ngày 24 tháng 7, Linkin Park đã đăng một thông báo chính thức trên trang web của họ để tri ân Bennington. Ngày 28 tháng 7, Shinoda đã thông báo rằng phần đóng góp cho quỹ từ thiện Music for Relief của ban nhạc sẽ được chuyển sang quỹ One More Light, quỹ này được lập ra để tưởng nhớ Bennington. Ngày 4 tháng 8, ban nhạc có kế hoạch ban đầu là sẽ trình diễn trên Good Morning America, nhưng thay vào đó con gái 12 tuổi của Chris Cornell là Toni (cũng là con gái nuôi của Bennington) đã xuất hiện cùng OneRepublic để trình diễn bài "Hallelujah" nhằm tri ân Bennington và người cha quá cố. Bennington trước đó đã từng trình diễn ca khúc này tại lễ tang của Cornell, ông cũng đã mất do tự tử bằng cách treo cổ vào 2 tháng trước.
Ngày 22 tháng 8, Linkin Park đã thông báo kế hoạch tổ chức một buổi nhạc tri ân tại Los Angeles để tưởng nhớ Bennington. Ban nhạc đã cảm ơn các người hâm mộ vì sự ủng hộ của họ, khẳng định rằng: "Năm người chúng tôi rất biết ơn vì sự ủng hộ của tất cả các bạn trong lúc chúng tôi đang hồi phục và xây dựng tương lai cho Linkin Park". Ban nhạc sau đó đã xác nhận rằng buổi hòa nhạc đó, có tên là Linkin Park and Friends: Celebrate Life in Honor of Chester Bennington, sẽ diễn ra ngày 27 tháng 10 tại Hollywood Bowl. Sự kiện là buổi trình diễn đầu tiên của Linkin Park sau cái chết của Bennington. Sự kiện có sự góp mặt của nhiều khách mời trình diễn các ca khúc của Linkin Park cùng với ban nhạc. Sự kiện đã kéo dài 3 tiếng và được truyền trực tiếp bằng YouTube.
Tháng 11 năm 2017, ban nhạc đã thông báo một album nhạc sống được tổng hợp từ chuyến lưu diễn cuối cùng của họ với Bennington, có tên One More Light Live, sẽ được phát hành ngày 15 tháng 12. Ngày 19 tháng 11, Linkin Park đã được nhận Giải thưởng Âm nhạc Mỹ cho Nghệ sĩ Alternative được yêu thích nhất và họ đã dành tặng giải thưởng cho Bennington.

### 2017–2023: Tạm ngừng hoạt động và các bản tái phát hành
Linkin Park đã tạm ngừng hoạt động sau khi Bennington qua đời. Trong một buổi trò chuyện trực tiếp trên Instagram vào ngày 17 tháng 12 năm 2017, khi được hỏi liệu Linkin Park có biểu diễn cùng với phiên bản hologram của Bennington trong tương lai hay không, Shinoda trả lời: "Chúng ta có thể đừng làm hologram của Chester được không? Tôi thậm chí không thể hình dung ra ý tưởng về một Chester hologram. Thực tế, tôi đã nghe một số người ngoài ban nhạc đề xuất việc này, nhưng hoàn toàn không có chuyện đó đâu. Tôi không thể nào chấp nhận điều đó."
Vào ngày 28 tháng 1 năm 2018, Shinoda trả lời một tweet từ người hâm mộ hỏi về tương lai của ông với Linkin Park, nam ca sĩ viết: "Tôi hoàn toàn có ý định tiếp tục với LP, và các thành viên khác cũng cảm thấy như vậy. Chúng tôi còn rất nhiều việc cần xây dựng lại và nhiều câu hỏi cần giải đáp, vì vậy sẽ mất thời gian." Tuy nhiên, vào ngày 29 tháng 3, Shinoda tỏ ra không chắc chắn về tương lai của Linkin Park trong một cuộc phỏng vấn với Vulture. Vào ngày 17 tháng 4, Linkin Park nhận được ba đề cử tại giải thưởng Âm nhạc Billboard năm 2018, nhưng không giành được giải nào. Ban nhạc đã được trao giải thưởng George và Ira Gershwin cho Thành tựu Âm nhạc trọn đời tại UCLA vào ngày 18 tháng 5. Vào ngày 18 tháng 2 năm 2019, Shinoda cho biết trong một cuộc phỏng vấn rằng ban nhạc sẵn sàng tiếp tục hoạt động, mặc dù hình thức nào thì vẫn chưa được xác định. Shinoda nói: "Tôi biết các thành viên khác rất thích việc đứng trên sân khấu, họ thích làm việc trong phòng thu, nên nếu không làm những điều đó, có lẽ sẽ không tốt cho họ." Khi được hỏi về tương lai của ban nhạc mà không có Bennington, Shinoda trả lời: "Tôi không đặt mục tiêu tìm kiếm một ca sĩ mới. Nếu điều đó xảy ra, nó phải đến một cách tự nhiên. Nếu chúng tôi tìm thấy một ai đó vừa tài năng vừa phù hợp về phong cách, tôi có thể cân nhắc việc làm điều gì đó cùng người này. Nhưng tôi không bao giờ muốn có cảm giác như mình đang thay thế Chester."
Shinoda, Farrell và Hahn bắt đầu âm thầm sáng tác nhạc mới cùng nhau từ năm 2019, sau đó Delson cũng tham gia, tuy nhiên Bourdon đã quyết định không góp mặt. Cũng trong năm 2019, ban nhạc đã gặp giọng ca Emily Armstrong của Dead Sara và bắt đầu hợp tác làm nhạc với cô không lâu sau đó, bên cạnh nhiều nhạc sĩ khác, bao gồm tay trống Colin Brittain. Vào ngày 28 tháng 4 năm 2020, tay bass Dave Farrell tiết lộ rằng ban nhạc đang thực hiện những sản phẩm âm nhạc mới. Vào ngày 13 tháng 8, ban nhạc phát hành "She Couldn't", một bài hát được thu âm từ năm 1999 và được đưa vào phiên bản kỷ niệm 20 năm album đầu tay Hybrid Theory, ra mắt vào ngày 9 tháng 10. Vào ngày 8 tháng 1 năm 2021, nhóm phát hành bản remix ca khúc "One Step Closer" do bộ đôi điện tử người Mỹ 100 gecs thực hiện. Họ tiết lộ rằng đây chỉ là bản remix đầu tiên trong số nhiều bản remix mới được lấy cảm hứng từ album Reanimation, dự kiến sẽ được trình làng trong tương lai. Ngày 29 tháng 10, khi được hỏi về việc ban nhạc có biểu diễn trực tiếp trở lại hay không, Shinoda chia sẻ: "Hiện tại không phải là thời điểm thích hợp [cho sự trở lại của ban nhạc]. Chúng tôi chưa thật sự tập trung vào việc đó. Chúng tôi vẫn chưa tính toán kỹ càng. Và ý tôi không phải là tính toán về mặt tài chính, mà là tính toán về mặt cảm xúc và sáng tạo." Vào tháng 4 năm 2022, Shinoda một lần nữa khẳng định rằng ban nhạc không có kế hoạch thực hiện album mới, sản phẩm âm nhạc mới hay bất kỳ chuyến lưu diễn nào.
Vào tháng 2 năm 2023, ban nhạc đã khởi động một trò chơi tương tác trên trang web của họ nhằm hé lộ sự kiện kỷ niệm 20 năm phát hành album Meteora. Ngày 6 tháng 2, họ tiết lộ bản demo chưa từng được ra mắt trước đây mang tên "Lost" và ca khúc này chính thức trình làng vào ngày 10 tháng 2, đây là đĩa đơn chủ đạo nằm trong phiên bản tái phát hành của Meteora dự kiến lên kệ vào ngày 7 tháng 4. Đĩa đơn thứ hai, "Fighting Myself" được phát hành vào ngày 24 tháng 3.

### 2023–nay: Tái hợp vàFrom Zero

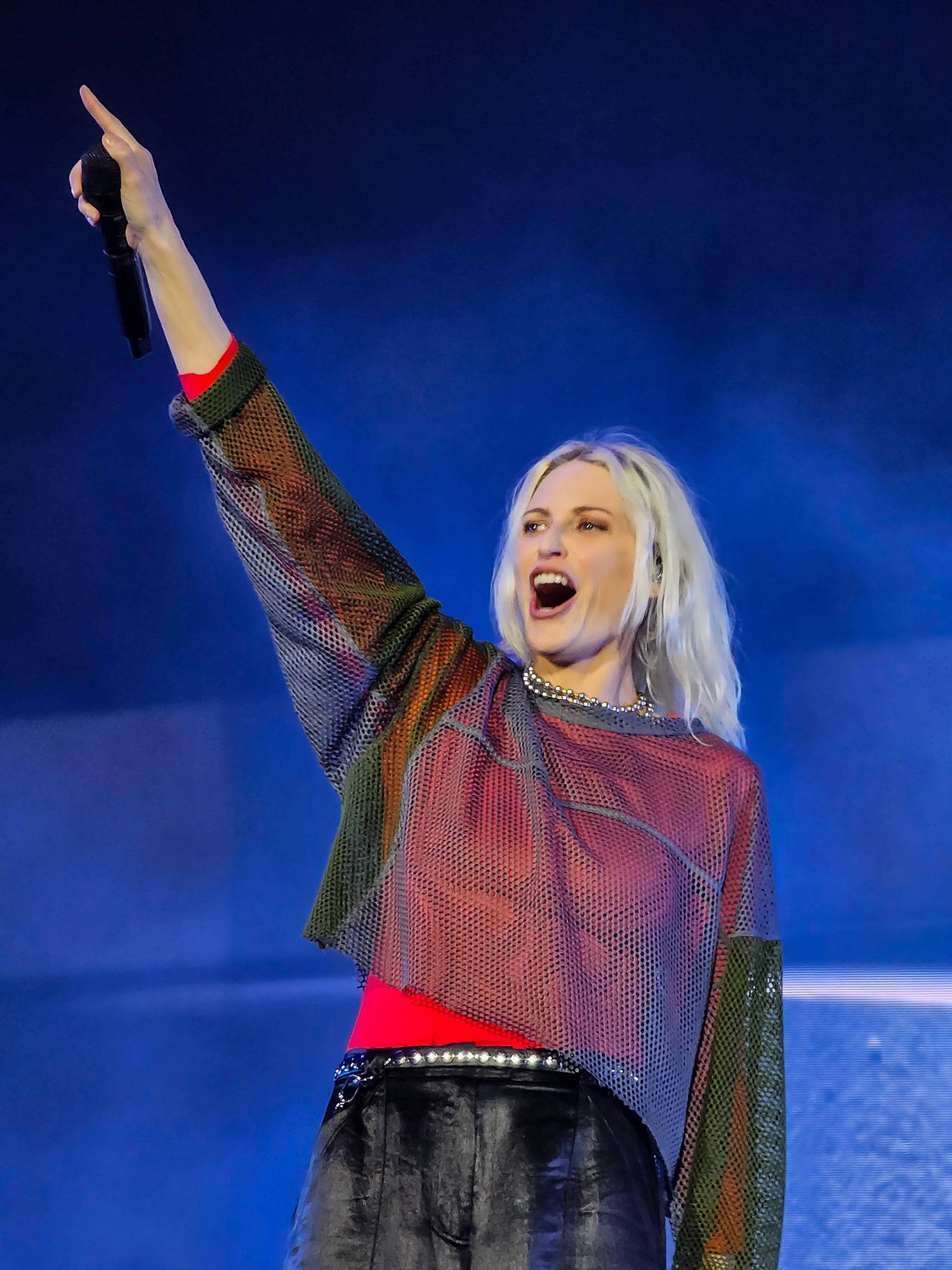
Emily Armstrong biểu diễn cùng Linkin Park vào tháng 11 năm 2024

Vào năm 2023, ban nhạc đã âm thầm liên hệ với Armstrong và Brittain để tái hợp dưới danh nghĩa Linkin Park, nhằm mục đích thu âm và phát hành nhạc mới cũng như biểu diễn lại các ca khúc cũ của họ. Một bài hát chưa từng được phát hành từ các buổi thu âm cho One More Light mang tên "Friendly Fire", đã được phát hành vào ngày 23 tháng 2 năm 2024. Tiếp đó, album tuyển tập đầu tiên của ban nhạc, Papercuts, được trình làng vào ngày 12 tháng 4. Album này bao gồm 'Friendly Fire' và lần phát hành chính thức đầu tiên của bài hát 'Qwerty', vốn đã xuất hiện trong LP Underground 6.0 vào năm 2006. Vào ngày 30 tháng 4 năm 2024, Billboard đưa tin rằng công ty quản lý của Linkin Park là WME đã nhận được nhiều lời đề nghị cho một tour diễn tái hợp và các suất diễn chính tại những lễ hội âm nhạc dự kiến sẽ diễn ra vào năm 2025, với đội hình bao gồm Shinoda, Delson, Farrell và một giọng ca nữ thay thế cho Bennington.
Trong một sự kiện phát trực tiếp vào ngày 5 tháng 9, Linkin Park chính thức thông báo về sự trở lại của ban nhạc, đồng thời giới thiệu Armstrong và Brittain là hai thành viên mới. Ngoài ra, nhóm cũng đã biểu diễn và phát hành ca khúc "The Emptiness Machine", đĩa đơn chủ đạo nằm trong album sắp tới From Zero, dự kiến lên kệ vào ngày 15 tháng 11 năm 2024. Song, quyết định kết nạp Armstrong vào ban nhạc đã vấp phải nhiều chỉ trích do mối quan hệ của cô với Giáo hội Khoa luận giáo và việc cô bị cho là ủng hộ Danny Masterson, một người bị kết án hiếp dâm. Cedric Bixler-Zavala, thủ lĩnh của The Mars Volta, người đầu tiên lên tiếng về những cáo buộc này vào năm 2023, cho rằng Linkin Park đã "không tìm hiểu kỹ lưỡng về Armstrong trước khi quyết định tuyển cô ấy"; một trong những người con trai của Bennington nói rằng Linkin Park đã "phản bội lòng tin" của người hâm mộ với sự thay đổi này. Armstrong đáp trả những lời chỉ trích thông qua một bài đăng trên Instagram, khẳng định cô không còn liên lạc với Masterson kể từ khi tham dự phiên tòa xét xử anh ta vào năm 2020 và cô cũng lên án những tội ác mà nam diễn viên đã gây ra; tuy nhiên cô không làm rõ mối quan hệ hiện tại của mình với Khoa luận giáo. Tuy vậy, BBC nhận định rằng nội dung ca từ mà cô sáng tác cho Dead Sara dường như ám chỉ việc Armstrong đã bác bỏ những giáo lý của tổ chức này.
Linkin Park đã khởi động chuyến lưu diễn kéo dài chín đêm tại các nhà thi đấu trải khắp bốn châu lục vào ngày 11 tháng 9 ở Kia Forum, Inglewood. Sau khi Alex Feder biểu diễn thay mình tại sự kiện tái hợp, Delson thông báo quyết định không tham gia lưu diễn để tập trung vào các công việc "hậu trường" của ban nhạc. Tour diễn kết thúc ở São Paulo, Brazil vào ngày 16 tháng 11 năm 2024. Theo lời Shinoda, Linkin Park sẽ có một lịch trình "lưu diễn dày đặc" trong năm 2025. Đĩa đơn thứ hai từ album, "Heavy Is the Crown", đã được phát hành vào ngày 24 tháng 9 năm 2024 và sẽ được sử dụng làm bài hát chủ đề chính cho Giải vô địch thế giới Liên Minh Huyền Thoại 2024 của Riot Games. Đĩa đơn thứ ba của album, "Over Each Other", được phát hành vào ngày 24 tháng 10 năm 2024. Đĩa đơn thứ tư của album, "Two Faced", được phát hành vào ngày 13 tháng 11 năm 2024. Không lâu sau khi album chính thức lên kệ, ban nhạc đã trở lại phòng thu và chia sẻ nhiều đoạn clip trên mạng xã hội. Bước sang ngày 17 tháng 3 năm 2025, ban nhạc công bố ca khúc mới mang tên "Up from the Bottom" và phát hành bài hát này vào ngày 27 tháng 3 như là đĩa đơn đầu tiên từ phiên bản deluxe của From Zero. Tiếp đến, hôm 25 tháng 4, họ ra mắt "Unshatter" như là đĩa đơn thứ hai của phiên bản deluxe. Ngày 31 tháng 5, Linkin Park biểu diễn tại trận chung kết UEFA Champions League 2025 được tổ chức tại Allianz Arena ở Munich, Đức.

## Công tác từ thiện
Ngày 19 tháng 1 năm 2010, Linkin Park đã phát hành một bài hát mới có tên "Not Alone", nằm trong một đĩa tổng hợp thuộc Music for Relief có tên Download to Donate for Haiti để hỗ trợ vụ thảm họa Động đất Haiti. Ngày 10 tháng 2 năm 2010, Linkin Park đã phát hành video âm nhạc chính thức cho bài hát trên trang chủ của họ. Bản thân đĩa đơn đã được phát hành ngày 21 tháng 10 năm 2011.
Ngày 11 tháng 1 năm 2011, một phiên bản cập nhật của Download to Donate for Haiti đã được phát hành, nó có tên Download to Donate for Haiti V2.0, với nhiều bài hát hơn để tải xuống. Với phiên bản cập nhật, ban nhạc đã phát hành bản phối lại của Keaton Hashimoto cho bài "The Catalyst" trong cuộc thi "Linkin Park featuring YOU".
Shinoda đã thiết kế 2 mẫu áo thun, số lợi nhuận được dành cho Music for Relief để hỗ trợ các nạn nhân của thảm họa Động đất và sóng thần Tōhoku 2011. Music for Relief đã phát hành Download to Donate: Tsunami Relief Japan, một đĩa tổng hợp các ca khúc mới, số lợi nhuận được dành cho Save the Children. Ban nhạc đã phát hành bài hát có tên "Issho Ni", nghĩa là "chúng ta ở bên nhau", vào ngày 22 tháng 3 năm 2011 thông qua đĩa Download to Donate: Tsunami Relief Japan.
Sau khi xảy ra Bão Haiyan năm 2013, Linkin Park đã trình diễn tại Club Nokia trong chuyến lưu diễn "Music for Relief: Concert for the Philippines" tại Los Angeles, và đã gây quỹ cho các nạn nhân. Buổi trình diễn đã được phát sóng trên kênh AXS TV ngày 15 tháng 2. Các nghệ sĩ khác trong buổi trình diễn gồm có The Offspring, Bad Religion, Heart, và The Filharmonic.

## Phong cách nghệ thuật và ảnh hưởng
Linkin Park kết hợp các yếu tố của nhạc rock, hip hop và electronica. Họ đã từng được xếp vào các thể loại alternative rock, nu metal, alternative metal, rap rock, electronic rock, hard rock, hip hop, rap metal, pop, industrial rock, và pop rock. Mặc dù ban nhạc từng được coi là thuộc thể loại nu metal, họ lại chưa bao giờ tự coi mình như vậy.
Cả hai album Hybrid Theory và Meteora kết hợp các âm nhạc thể loại alternative metal, nu metal, rap rock, rap metal, và alternative rock, với những yếu tố từ hip hop và electronica, cũng như tận dụng lập trình âm nhạc và synthesizer. William Ruhlmann thuộc AllMusic đã gọi đó là "một 'hướng đi mới lạ' của một thể loại nhạc đã quá quen thuộc," trong khi Rolling Stone đã mô tả bài hát "Breaking the Habit" của họ là "nghệ thuật liều lĩnh, đẹp đẽ".
Trong album Minutes to Midnight ban nhạc đã thử nghiệm với phong cách âm nhạc đã định hình của họ bằng cách lấy những ảnh hưởng từ nhiều thể loại và phong cách đa dạng hơn, một quá trình mà Los Angeles Times so sánh với một giai đoạn hoạt động của U2. Chỉ có 2 bài hát trong album có đoạn hát rap và hầu hết album được coi là thể loại alternative rock.
Sự hòa quyện ca từ giữa Chester Bennington và Mike Shinoda đóng vai trò chủ đạo trong âm nhạc của Linkin Park, trong đó Bennington làm giọng ca chính còn Shinoda làm giọng ca rap. Trong album thứ 3 của Linkin Park, Minutes to Midnight, Shinoda hát chính trong các bài "In Between", "Hands Held High", và "No Roads Left" trong đĩa mặt-B. Trong nhiều bài của album thứ 4, A Thousand Suns, ví dụ như các đĩa đơn "The Catalyst", "Burning in the Skies", "Iridescent", cả Shinoda và Bennington đều hát. Album này được coi là một bước ngoặt trong sự nghiệp âm nhạc của họ, khi họ đặt trọng tâm vào electronica nhiều hơn. James Montgomery, thuộc MTV, đã so sánh đĩa nhạc với album Kid A của Radiohead, trong khi Jordy Kasko thuộc Review, Rinse, Repeat đã gán ghép album với cả Kid A và album The Dark Side of the Moon của Pink Floyd. Shinoda đã phát biểu rằng ông và cả ban nhạc đều đã chịu ảnh hưởng sâu sắc bởi Chuck D và Public Enemy. Ông đã giải thích: "Public Enemy rất có chiều sâu và tỏ ra đa diện với các đĩa nhạc của họ, bởi vì dù chúng có vẻ mang tính chính trị, còn có rất nhiều ẩn ý khác bên trong chúng. Nó đã khiến tôi suy nghĩ về việc tôi cũng muốn đĩa nhạc của chúng tôi có chiều sâu mà tất nhiên không phải sao chép của họ, và cho thấy chúng tôi có thể sáng tạo tới mức nào". Một trong những yếu tố chính trị của đĩa nhạc là các đoạn âm mẫu của các bài phát biểu đáng chú ý bởi những chính khách Mỹ. A Thousand Suns đã được mô tả thuộc thể loại trip hop, electronic rock, ambient, alternative rock, industrial rock, experimental rock, rap rock, và progressive rock.
Album thứ 5 của họ, Living Things, cũng là một album mang đậm phong cách electronic, nhưng lại kết hợp những ảnh hưởng khác, cho ra một sản phẩm với âm nhạc nặng hơn electronic thường. Ban nhạc đã quay trở về với âm nhạc nặng nề hơn so với 3 album trước đó với album The Hunting Party, nó đã được mô tả là thuộc thể loại alternative metal, nu metal, hard rock, rap rock, và rap metal. Album thứ 7 của họ, One More Light, đã được mô tả là thuộc thể loại pop, pop rock và electropop.
Linkin Park đã chịu những ảnh hưởng từ Soundgarden, Alice in Chains, Pearl Jam, Stone Temple Pilots, Jane's Addiction, Nine Inch Nails, Ministry, Skinny Puppy, Machines of Loving Grace, Metallica, Refused, Minor Threat, Fugazi, Descendents, Misfits, Beastie Boys, Run-DMC, A Tribe Called Quest, Rob Base and DJ E-Z Rock, N.W.A, Public Enemy, KRS-One, Boogie Down Productions, Led Zeppelin, Rage Against the Machine, và The Beatles.

## Di sản và ảnh hưởng
Linkin Park đã bán được hơn 100 triệu đĩa nhạc trên toàn thế giới. Album phòng thu đầu tay của nhóm nhạc là Hybrid Theory nằm trong danh sách album bán chạy nhất tại Mỹ (11 triệu bản được tiêu thụ) và thế giới (30 triệu bản được tiêu thụ). Billboard ước tính Linkin Park đã kiếm được 5 triệu đô-la Mỹ từ tháng 5 năm 2011 đến tháng 5 năm 2012, biến họ trở thành nghệ sĩ âm nhạc có thu nhập đứng hạng 40. 11 đĩa đơn của ban nhạc đã từng leo lên vị trí số 1 trên bảng xếp hạng Alternative Songs của Billboard, số lượng nhiều thứ 2 với mọi nghệ sĩ.
Năm 2003, MTV2 đã gọi Linkin Park là ban nhạc vĩ đại đứng thứ 6 trong kỷ nguyên video âm nhạc và đứng thứ 3 của thiên niên kỷ mới. Billboard đã xếp Linkin Park hạng 19 trên bảng xếp hạng Best Artists of the Decade. Ban nhạc được bầu chọn là nghệ sĩ vĩ đại nhất của thập niên năm 2000 trong một cuộc bình chọn Bracket Madness trên kênh VH1. Năm 2014, ban nhạc được gọi là Biggest Rock Band in the World Right Now bởi Kerrang!. Năm 2015, Kerrang! trao cho 2 bài hát "In the End" và "Final Masquerade" 2 vị trí cao nhất trên danh sách Rock 100 của Kerrang!.
Linkin Park trở thành nhóm nhạc rock đầu tiên đạt được hơn 1 tỉ lượt xem trên YouTube. Linkin Park cũng từng là trang được thích nhiều đứng thứ 15 trên Facebook, nghệ sĩ được thích nhiều đứng thứ 10, và nhóm nhạc được thích nhiều nhất khi vượt qua The Black Eyed Peas. Bài "Numb" của Linkin Park đứng thứ 3 và bài "In the End" đứng thứ 6 trong danh sách "những ca khúc bất hủ" trên Spotify. Hai bài hát này giúp Linkin Park trở thành nghệ sĩ duy nhất có 2 bài hát bất hủ trong top 10.
Hybrid Theory được liệt kê trong 1001 Albums You Must Hear Before You Die. Nó được xếp hạng 11 trên Hot 200 Albums of the Decade của Billboard. Ngoài ra album đã được nằm trong Best of 2001 của Record Collector, The top 150 Albums of the Generation của Rock Sound và 50 Best Rock Albums of the 2000s của Kerrang!. Album Meteora đã nằm trong Top 200 Albums of the Decade của Billboard ở hạng 36. Album đã bán được hơn 20 triệu bản toàn thế giới. Đĩa EP Collision Course hợp tác cùng Jay-Z trở thành đĩa EP thứ 2 từng đứng đầu trên Billboard 200, và sau đó bán được hơn 300.000 bản trong tuần đầu tiên, đĩa EP đầu tiên làm được điều tương tự là Jar of Flies của Alice in Chains năm 1994. Với album Minutes to Midnight, tại Mỹ nó đã thiết lập nên doanh số tuần đầu tiên kỷ lục trong năm 2007 lúc bấy giờ, với 625.000 album được bán. Tại Canada, album đã bán được hơn 50.000 bản trong tuần đầu tiên và ra mắt ở hạng nhất trên Canadian Albums Chart. Trên toàn thế giới, album đã tiêu thụ hơn 3,3 triệu bản trong 4 tuần đầu tiên phát hành.
Jon Caramanica thuộc The New York Times đã bình luận rằng Linkin Park "đã đem sự pha trộn giữa hard rock và hip-hop lên đỉnh cao thương mại và nghệ thuật mới" vào đầu thập niên 2000. Vài nghệ sĩ nhạc rock cũng như không thuộc nhạc rock đã trích dẫn Linkin Park là nguồn cảm hứng, bao gồm Of Mice & Men, One OK Rock, Kutless, My Heart to Fear, Ill Niño, Bishop Nehru, From Ashes to New, Bring Me the Horizon, Spyair, Hardy, I Prevail, Crossfaith, AJ Tracey, the Chainsmokers, the Devil Wears Prada, Steve Aoki, Blackbear, Halsey, Amber Liu, Machine Gun Kelly, Billie Eilish, Starset, the Weeknd và You Me at Six.
Vào ngày 20 tháng 8 năm 2020, nhân dịp kỷ niệm 20 năm thành lập, Linkin Park đã hợp tác với trò chơi nhịp điệu thực tế ảo Beat Saber để phát hành 11 bản đồ dựa trên các bài hát của họ.

## Thành viên
| Thành viên hiện tại - Mike Shinoda – hát chính và hát bè, rap, guitar đệm, keyboard, sampling, synthesizer (1996–2017, 2023–nay) - Brad Delson – guitar chính (1996–2017, 2023–nay); keyboard, synthesizer, sample (2007–2017, 2023–nay), hát bè (2000–2017, 2023–nay), bass (1999–2000); không tham gia lưu diễn: 2024–nay - Joe Hahn – xoay bàn đĩa, synthesizer, sampling, lập trình (1996–2017, 2023–nay), hát bè (2000–2017, 2023–nay) - Dave "Phoenix" Farrell – bass (1996–1999, 2000–2017, 2023–nay), hát bè (2002–2017, 2023–nay), keyboard, sampling (2008–2017) - Emily Armstrong – hát chính (2023–nay) - Colin Brittain – trống, bộ gõ, hát bè (2023–nay) | Cựu thành viên - Rob Bourdon – trống, bộ gõ, hát bè (1996–2017) - Mark Wakefield – hát chính (1996–1998) - Chester Bennington – hát chính (1999–2017; qua đời) - Kyle Christner – bass (1998–1999) Thành viên tạm thời/lưu diễn - Ian Hornbeck – bass (2000) - Scott Koziol – bass (2000) - Alex Feder – guitar chính, hát bè (2024–nay) |

## Danh sách đĩa nhạc
- Hybrid Theory (2000)
- Meteora (2003)
- Minutes to Midnight (2007)
- A Thousand Suns (2010)
- Living Things (2012)
- The Hunting Party (2014)
- One More Light (2017)
- From Zero (2024)

## Lưu diễn

### Chủ trì
- Hybrid Theory World Tour (2001)
- Projekt Revolution (2002–2008, 2011)
- LP Underground Tour (2003)
- Meteora World Tour (2004)
- Minutes to Midnight World Tour (2007–08)
- International Tour (2009)
- A Thousand Suns World Tour (2010–11)
- Living Things World Tour (2012–13)
- The Hunting Party Tour (2014–15)
- One More Light Tour (2017)
- Linkin Park and Friends: Celebrate Life in Honor of Chester Bennington (2017)
- From Zero World Tour (2024–25)

### Đồng chủ trì
- 11th Annual Honda Civic Tour (2012)
- Carnivores Tour (cùng với Thirty Seconds to Mars) (2014)